# 799 Gudula
799 Gudula је астероид главног астероидног појаса са пречником од приближно 43,63 .
Афел астероида је на удаљености од 2,601 астрономских јединица (АЈ) од Сунца, а перихел на 2,482 АЈ.
Ексцентрицитет орбите износи 0,023, инклинација (нагиб) орбите у односу на раван еклиптике 5,280 степени, а орбитални период износи 1480,573 дана (4,053 године).
Апсолутна магнитуда астероида је 10,30 а геометријски албедо 0,070.
Астероид је откривен 9. марта 1915. године.